# Jagdstaffel 48

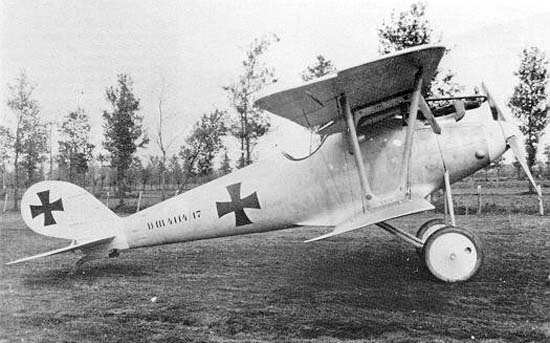
Pfalz D.III

Jagdstaffel 48 – Königlich Preußische Jagdstaffel Nr. 48 – Jasta 48 jednostka lotnictwa niemieckiego Luftstreitkräfte z okresu I wojny światowej.

## Informacje ogólne
Jednostka została utworzona we Fliegerersatz Abteilung Nr. 11 w Brzegu w połowie grudnia 1917 roku. Pierwszym dowódcą jednostki był podporucznik Kurt Kuppers z Jagdstaffel 6. Jednostka uzyskała zdolność operacyjną 5 stycznia i została skierowana na front pod dowództwo 18 Armii. Działalność bojową rozpoczęła 12 stycznia. Pierwsze zwycięstwo jednostki odniósł jej dowódca 6 marca.
19 maja 1918 roku eskadra została włączona w skład Jagdgruppe 11 W jej skład wchodziły wówczas Jagdstaffel 17, Jagdstaffel 53, Jagdstaffel 61. Stacjonowała w Vivaise i podlegała dowództwu 3 Armii.
Po przeniesieniu Kurta Kuppersa w połowie sierpnia dowództwo nad eskadrą objął por. Walter Stock, który pozostał na tym stanowisku do zakończenia działań wojennych.
Jasta 48 w całym okresie wojny odniosła ponad 6 zwycięstw nad samolotami nieprzyjaciela. W okresie od stycznia 1918 do listopada 1918 roku jej straty wynosiły 5 zabitych w walce, 1 rannych w wypadku lotniczym i 2 pilotów zabitych w wypadkach.
Piloci jednostki latali między innymi na samolotach Pfalz D.III.
W Eskadrze służyło 2 asów myśliwskich:
Kurt Kuppers (1), Ludwig „Lutz” Beckmann.

## Dowódcy Eskadry
| Stopień   | Nazwisko     | Okres                   |
| --------- | ------------ | ----------------------- |
| Porucznik | Kurt Kuppers | 16.12.1917 – 23.08.1918 |
| Porucznik | Walter Stock | 23.08.1918 – 11.11.1918 |